# PORNOGRAFFITTI 色情塗鴉 Special Live in Taiwan
『PORNOGRAFFITTI 色情塗鴉 Special Live in Taiwan』（ポルノグラフィティ スーチンチューヤー スペシャルライブインタイワン）は、ポルノグラフィティのライブビデオ。2017年12月20日にDVD、Blu-ray Discで同時リリース。

## 概要
- 2016年3月25日と2016年3月26日に台湾で開催されたワンマンライブ『PORNOGRAFFITTI 色情塗鴉 Special Live in Taiwan』から3月25日の模様を収録。
- 特典映像として、予定にはなく急遽行ったダブルアンコールの模様を収録。
- 初の海外ワンマンライブであり、ほぼシングル曲で構成されている。
- DVD、Blu-rayともに初回仕様は「ボーナスディスク」、「ライヴフォトブックレット」となっている。

## 収録内容
Blu-ray版は本編Discが1枚になっている。

### 本編(DISC-1)
1. OPENING
2. THE DAY
43rdシングル。
3. 今宵、月が見えずとも
27thシングル。
4. ヒトリノ夜
2ndシングル。
5. LiAR
ライブ当日最新の44thシングル。
6. サウダージ
4thシングル。
7. アポロ
1stシングル。
8. ヴォイス
7thシングル。
9. サボテン
5thシングル。
10. 黄昏ロマンス
16thシングルのアコースティックver.。メンバー2人での演奏。
11. 愛が呼ぶほうへ
13thシングル。
12. ANGRY BIRD
唯一のアルバム曲である。
13. 渦
10thシングル。
14. ミュージック・アワー
3rdシングル。
15. ハネウマライダー
20thシングル。
16. Mugen
9thシングル。
17. オー!リバル
42ndシングル。
18. メリッサ
12thシングル。

### 本編(DISC-2)
ENCORE
1. Song for you
台湾のバンドMaydayに岡野が歌詞を提供した楽曲。最後のサビでは岡野が台湾語で歌うシーンがある。
2. アゲハ蝶
6thシングル。
3. ジレンマ
アンコールの締めとしての定番曲。

### 特典映像(DISC-3)
ダブルアンコールの模様を収録。
1. メリッサ
12thシングル。3/25の映像。観客に一部を歌わせている。
2. Century Lovers
3/26の映像。本編では演奏されていなかったが急遽演奏されたため、歌詞を間違えている。
3. ミュージック・アワー
3rdシングル。3/26の映像。観客に一部を歌わせている。

## サポートメンバー
- 野崎真助（ドラムス）
- 野崎森男（ベース）
- 宗本康兵（キーボード）
- tasuku (ギター)
- nang-chang（マニピュレート/Other Instruments）